# Copa Libertadores
 (novembre 2024).
Si vous disposez d'ouvrages ou d'articles de référence ou si vous connaissez des sites web de qualité traitant du thème abordé ici, merci de compléter l'article en donnant les références utiles à sa vérifiabilité et en les liant à la section « Notes et références ».
La Copa Libertadores de América (en portugais : Taça Libertadores da America), dont le nom officiel est CONMEBOL Libertadores à la suite d'un partenariat, est une compétition annuelle de football créée en 1960, organisée par la Confederación Sudamericana de Fútbol (CONMEBOL) et regroupant les meilleurs clubs du continent sud-américain. C'est la compétition sportive interclubs la plus prestigieuse d'Amérique du Sud devant la Copa Sudamericana. Elle est perçue comme l'équivalent de la Ligue des champions européenne.
Lors des premières éditions, seuls les champions des ligues sud-américaines participent à la compétition. Au fur et à mesure, d'autres équipes que les champions nationaux obtiennent le droit de se joindre au tournoi. En 1998, les équipes mexicaines sont invitées à concourir, avant d'être intégrées totalement en 2000, lorsque le tournoi est étendu de 20 à 32 équipes. Elles y joueront jusqu'à l'édition 2016 car des problèmes de calendrier les empêchent d'y participer à partir de 2017. Aujourd'hui, au moins quatre clubs par pays participent au tournoi, tandis que l'Argentine et le Brésil ont chacun six participants. Traditionnellement, une phase de groupe est toujours utilisée mais le nombre d'équipes par groupe varie plusieurs fois. Le vainqueur de la compétition est automatiquement qualifié pour l'édition suivante, il participe également à la Recopa Sudamericana, Coupe du monde des clubs de la FIFA et la Coupe intercontinentale de la FIFA.
Le CA Independiente est le club le plus titré de l'histoire de la coupe, ayant remporté le tournoi à sept reprises. Les clubs argentins ont accumulé le plus de victoires avec 25 victoires, tandis que le Brésil a le plus grand nombre d'équipes gagnantes différentes, avec 12 clubs ayant remporté le titre. La coupe a été remportée par 27 clubs différents, dont treize ont remporté le titre plus d'une fois, et elle a été remportée consécutivement par sept clubs.
En mars 2009, la CONMEBOL annonce la création d'un tournoi continental féminin, avec la participation de dix clubs, un par pays membre. Deux ans plus tard, la Copa Libertadores U20 est créée, pour être jouée par douze clubs du continent composés de joueurs ayant 20 ans au plus.

## Histoire

### Genèse et création
Les premiers affrontements internationaux entre clubs d'Amérique du Sud ont lieu au Rio de la Plata au début du XXe siècle. Les Argentins et les Uruguayens commencent en l'an de 1900 avec la Copa Competência (Coupe de Compétence), entre les clubs des deux nations. En 1905, commence la Copa de Honor Cusenier (Coupe d'Honneur Cusenier) et, en 1916, la Copa Aldao.
La première idée d'une coupe continentale arrive en 1948. Le dirigeant du Colo-Colo, par le leader Róbinson Marín, soutenu par le président de la CONMEBOL, le Chilien Luis Valenzuela, organise avec succès un tournoi des champions américains, le Championnat sud-américain des champions. Sont invités les champions de 1947 de chaque pays : Vasco da Gama (Brésil), River Plate (Argentine), Nacional (Uruguay), Emelec (Equateur), Deportivo Municipal (Pérou) et Litoral (Bolivie).
En Septembre 1958, le Brésilien José Ramos de Freitas, président de la CONMEBOL, fait un voyage en Argentine, pour notamment discuter de la création d'un champion d'Amérique du Sud des clubs champions. En octobre de la même année, le président de l'époque de la Confédération sportive du Brésil João Havelange annonce à Paris la création de la « Coupe des Champions d'Amérique » et de la Coupe intercontinentale. L'idée a le soutien du Brésil, de l'Argentine, du Chili, de l'Uruguay, du Paraguay et du Pérou. Il ajoute que les autres pays d'Amérique du Sud et éventuellement le Mexique, les États-Unis et le Canada seraient également invités. Le 5 mars 1959, lors du 30e congrès ordinaire de la CONMEBOL à Buenos Aires, les dirigeants sud-américains donnent leur accord au projet d'un « Championnat des Champions » présenté par le Chili et le Brésil.
Lors du congrès de la CONMEBOL de 1958 à Rio de Janeiro, la conception d'un tournoi entre les champions sud-américains commence, similaire à celui en Europe depuis 1955. L'UEFA elle-même soutient le lancement d'une compétition entre les clubs en Amérique du Sud, avec l'intention de faire face chaque année aux gagnants des deux confédérations (la Coupe intercontinentale). Lorsque le projet est présenté à la CONMEBOL, il est approuvé par tous sauf l'Uruguay. Le président nouvellement élu de la Confédération, l'Uruguayen Fermín Sorhueta, a la charge de mettre en place la compétition. Après plusieurs réunions, il est décidé que les champions de chaque pays participeraient et que, en cas du refus du champion de participer, le vice-champion le remplacerait.

### Débuts (années 1960)
Le 19 avril 1960, le premier match de l'histoire de la compétition est joué : le Peñarol s'impose 7 buts à 1 contre Jorge Wilstermann. Les Uruguayens remportent la première édition.
En 1964, à l'initiative du directeur de Peñarol, Washington Cataldi, il est approuvé que les vice-champions de chaque pays puissent participer à la Coupe. Le nombre de clubs participants passent à 20.
En 1966, le tournoi est rebaptisé Libertadores en l'honneur des dirigeants des guerres d'indépendance américaine et brésilienne espagnole de l'Amérique du Sud : Simón Bolívar, Pierre Ier du Brésil, José de San Martín, Antonio José de Sucre et José Gervasio Artigas. Le format de la compétition est modifié avec l'entrée en lice de deux clubs par nations et un passage à dix-sept clubs. Ensuite, en fonction de plusieurs conflit entre certains pays et la CONMEBOL, la compétition se joue entre 17 et 21 clubs jusqu'en 1973.

### Compétition majeure (années 1970-1980)
Estudiantes de La Plata devient le premier club à remporter la coupe trois années consécutives, de 1968 à 1970. De 1972 à 1975, Independiente est sacré lors de quatre éditions de suite.
De 1974 à 1997, le nombre d'équipes se stabilise à 21 sauf en 1986 et 1990. La première année, la FIFA suspend la Fédération vénézuélienne pour irrégularités dans son administration et n'autorise pas ses deux représentants à prendre part à la compétition. Quatre ans plus tard, la compétition est marquée par l'absence de formations colombiennes, à la suite du meurtre d'un arbitre de touche lié à un pari sur une rencontre du championnat.

### Développement économique (depuis années 1990)
En 1998, deux clubs mexicains sont invités par la CONMEBOL à prendre part à la compétition. Deux ans plus tard, l'augmentation du nombre de clubs engagés fait passer le tournoi de 23 à 34 équipes. Chaque fédération peut désormais engager trois représentants, à l'exception du Brésil et de l'Argentine, qui peuvent en aligner quatre. Pour cette même édition, un partenariat est mis en place auprès du nom de la compétition afin de fournir un revenu supplémentaire. Toyota est le premier, suivi de Santander puis Bridgestone. Au même moment, les clubs mexicains sont invités à participer à la compétition.
En 2004, le Venezuela et le Brésil obtiennent le droit d'aligner un représentant supplémentaire, ce qui porte à 36 le nombre d'équipes engagées. L'année suivante, le format de la compétition est à nouveau modifié cette année avec l'augmentation du nombre de clubs engagés, qui passe de 36 à 38 équipes : l'Argentine obtient un cinquième représentant alors le Mexique peut aligner 3 formations.
Jusqu'en 2016 tandis que la Libertadores se déroule généralement entre janvier et juillet, l'autre grande compétition sud-américaine, la Copa Sudamericana, se tenait entre août et décembre, permettant aux meilleurs clubs de se retrouver deux fois par an.
À partir de 2017, la Copa Libertadores se déroule sur l'ensemble de l'année civile ce qui empêche les clubs de participer aux deux coupes continental de clubs. Les clubs mexicains, en raison d'un conflit avec leur calendrier, refusent de participer à cette édition, mais reste invités pour les suivantes par l'organisateur.

## Format

### Qualification

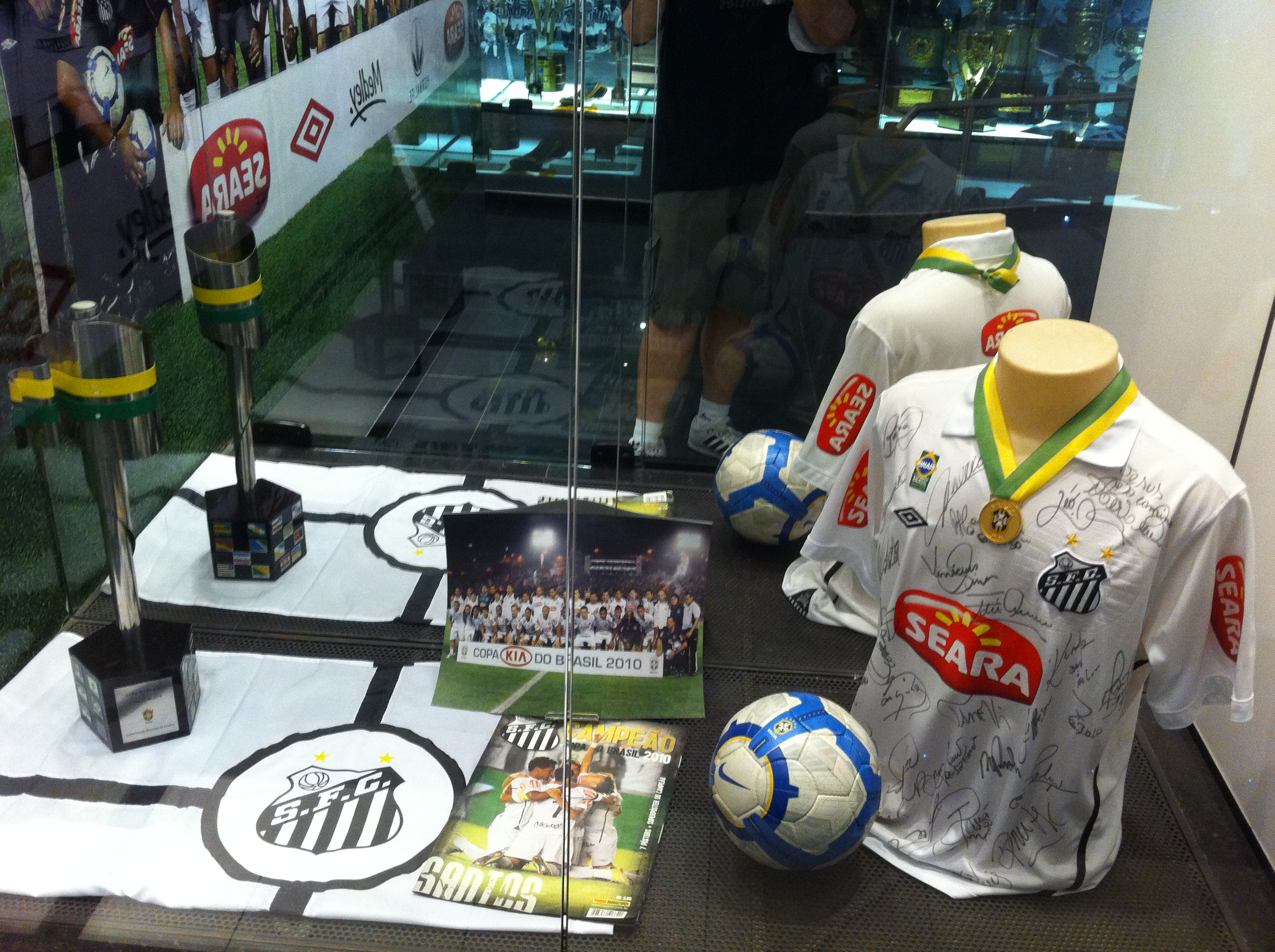
En remportant la Coupe du Brésil en 2010, Santos gagne le droit de disputer la Copa Libertadores 2011.

Lors des premières éditions, seuls les champions des principales fédérations sud-américaines peuvent participer à la Copa Libertadores. Dans les années 1970, une seconde équipe par pays est qualifiée et les clubs du Venezuela font leur entrée. Le nombre de participants passe de 24 à 28 puis de 32 à 38 et maintenant à 47 clubs.
Les équipes sont aujourd'hui qualifiées pour la Copa Libertadores grâce à leur victoire en championnat national ou pour avoir fini dans les premières places de ce championnat. Le Brésil, l'Uruguay et le Mexique sont les seuls pays à avoir un second tournoi qualificatif pour la Libertadores.
Le Pérou, l'Uruguay et le Mexique utilisent auparavant un deuxième tournoi pour décider de la qualification (respectivement les "Liguilla Pre-Libertadores" entre 1992 et 1997, les "Liguilla Pre-Libertadores de América" de 1974 à 2009 et l'InterLiga de 2004 à 2010). Le Chili utilise encore un concours pour déterminer un participant à la Copa Libertadores, la "Liguilla para Copa Libertadores". L'Argentine n'utilise une méthode analogue qu'une seule fois en 1992. Depuis 2011, le vainqueur de la Copa Sudamericana est automatiquement qualifié pour la Copa Libertadores la saison suivante. Si les vainqueurs de la Copa Libertadores ou Sudamericana se qualifient pour le tournoi grâce à leur performance nationale, une place supplémentaire est attribuée au pays concerné pour la saison concernée.
En 2017, la désormais appelée « Conmebol Libertadores », génère plusieurs modifications, parmi lesquelles le changement dans le calendrier des compétitions et l'augmentation du nombre d'équipes participantes : 47 clubs, l'édition avec le plus d'équipes participantes dans l'histoire du tournoi.
La Copa Libertadores commence par un premier tour préliminaire concernant six équipes classées dans les six nations les moins performantes (Bolivie, Uruguay, Équateur, Pérou, Paraguay et Venezuela). Celui-ci est joué par matchs aller-retour à élimination directe. Les trois équipes qualifiées au 1er tour rejoignent les treize clubs entrant en lice lors du deuxième tour préliminaire, qui se joue également par match aller-retour. Les huit clubs qualifiés s'affrontent pour un troisième tour préliminaire déterminant les quatre et dernière équipes qualifiées pour la phase de groupes. Les deux meilleurs perdants du 3e tour sont repêchées en Copa Sudamericana. Les quatre qualifiés via les tours préliminaires rejoignent les 28 équipes entrant en lice lors de la phase de poules.
| - Trois qualifiés du 1er tour préliminaire - 2 équipes du Brésil - 2 du Chili - 2 de Colombie - 1 d'Argentine - 1 de Bolivie | - 1 de l’Équateur - 1 du Paraguay - 1 du Pérou - 1 de Uruguay - 1 du Venezuela |

| - Dernier vainqueur de la Copa Libertadores - Dernier vainqueur de la Copa Sudamericana - Quatre vainqueurs du 3e tour préliminaire - Argentine (4) - Champion d'ouverture d'Argentine - Champion de fermeture d'Argentine - Meilleur non-champion d'Argentine cumulé - Second meilleur non-champion d'Argentine cumulé - Brésil (4) - Champion du Brésil - Second du championnat du Brésil - Troisième du championnat du Brésil - Vainqueur de la Coupe du Brésil - Bolivie (2) - Champion d'ouverture de Bolivie - Champion de fermeture de Bolivie - Chili (2) - Champion d'ouverture du Chili - Champion de fermeture du Chili - Colombie (2) - Champion d'ouverture de Colombie - Champion de fermeture de Colombie | - Équateur (2) - Champion d'ouverture d'Équateur - Champion de fermeture d'Équateur - Paraguay (2) - Meilleure équipe cumulée du championnat du Paraguay - 2e meilleure équipe cumulée du championnat du Paraguay - Pérou (2) - Champion du Pérou - Finaliste du championnat du Pérou - Uruguay (2) - Champion d'Uruguay - Second du championnat d'Uruguay - Venezuela (2) - Champion de la série finale du Venezuela - 2e meilleure équipe cumulée du championnat du Venezuela - Mexique (2) - 1re équipe éligible du tournoi d'ouverture du Mexique - 2e équipe éligible du tournoi d'ouverture du Mexique |

| - 8 vainqueurs de groupe | - 8 seconds de groupe |

### Phase finale
Les 32 formations sont réparties en huit poules de quatre et chaque équipe affronte chacun de ses adversaires à domicile et à l'extérieur. Les deux premiers se qualifient pour les huitièmes de finale, les huit troisièmes sont repêchés en Copa Sudamericana et les quatrièmes sont éliminés. À partir des huitièmes de finale, le format consiste de nouveau en des matchs aller-retour à élimination directe. C'est également le cas pour les tours suivants (quart de finale, demi-finale, finale).
Entre 1960 et 1987, le tenant du titre n'entrait en lice qu'à partir des demi-finales (2 groupes de 3 équipes). En 1966 et 1967, les demi-finales sont remplacées par un second tour, joué sous la forme de deux poules de trois et quatre équipes, la meilleure de chaque groupe se qualifiant pour la finale. Entre 1971 et 1987, les demi-finales sont remplacées par un second tour, joué sous la forme de deux poules de trois équipes, la meilleure de chaque groupe se qualifiant pour la finale.

Entre 1960 et 2004, le vainqueur de la Copa Libertadores participe à la Coupe intercontinentale, une compétition de football endossée par l'UEFA et la CONMEBOL, disputée contre le vainqueur de la Ligue des champions de l'UEFA. Dorénavant, le vainqueur de la Copa Libertadores est qualifié automatiquement pour la  Recopa Sudamericana contre le vainqueur de la Copa Sudamericana. Il dispute aussi la Coupe du monde des clubs de la FIFA en fin d'années civile, entre les meilleurs clubs de chaque confédération de football.

### Règle pour départager
Traditionnellement, la Copa Libertadores n'utilise pas de prolongations ou la règle du but à l'extérieur pour désigner un vainqueur. Entre 1960 et 1987, le vainqueur était celui qui l'avait emporté sur les deux matchs sans prendre en compte la différence de buts. Si les deux équipes étaient à égalité (une victoire chacune ou deux matchs nuls), un troisième match était joué sur terrain neutre. En cas de nouveau match nul, la différence de buts était cette fois utilisée. En cas de nouvelle égalité, une séance de tirs au but départageait les adversaires.
Entre 1988 et 2004, la différence de buts était prise en compte dès les deux premiers matchs. En cas d'égalité, une séance de tirs au but se déroulait dès la fin du deuxième match.
À partir de 2005, la CONMEBOL décide de mettre en place la règle du but à l'extérieur (qui compte plus en cas d'égalité sur l'ensemble des deux matchs), mais n'utilise toujours pas de prolongations. Pour la finale de 2008, la règle du but à l'extérieur a de nouveau été supprimée.

## Palmarès et records

### Palmarès par édition
| #                          | Édition           | Vainqueur             | Score                       | Finaliste                 | Part.             | Lieu(x) de la finale                                                                                               | Meilleur joueur      | Meilleur(s) buteur(s)    |
| Copa de Campeones          | Copa de Campeones | Copa de Campeones     | Copa de Campeones           | Copa de Campeones         | Copa de Campeones | Copa de Campeones                                                                                                  | Copa de Campeones    | Copa de Campeones        |
| -------------------------- | ----------------- | --------------------- | --------------------------- | ------------------------- | ----------------- | --- | -------------------- | ------------------------ |
| 1                          | 1960              | Peñarol               | 1-0 ; 1-1                   | Club Olimpia              | 7                 | Estadio Centenario (Montevideo) Estadio de Puerto Sajonia (Asunción)                                               |                      | Alberto Spencer (7)      |
| 2                          | 1961              | Peñarol (2)           | 1-0 ; 1-1                   | Palmeiras                 | 9                 | Estadio Centenario (Montevideo) Estádio do Pacaembu (São Paulo)                                                    |                      | Osvaldo Panzutto (4)     |
| 3                          | 1962              | Santos                | 2-1 ; 2-3 ; 3-0 *           | Peñarol                   | 10                | Estadio Centenario (Montevideo) Vila Belmiro (Santos) Estadio Monumental (Buenos Aires)                            |                      | 3 joueurs (6)            |
| 4                          | 1963              | Santos (2)            | 3-2 ; 2-1                   | Boca Juniors              | 9                 | Maracanã (Rio de Janeiro) Estadio Alberto J. Armando (Buenos Aires)                                                |                      | José Sanfilippo (7)      |
| 5                          | 1964              | Independiente         | 0-0 ; 1-0                   | Nacional                  | 11                | Estadio Centenario (Montevideo) La Doble Visera (Avellaneda)                                                       |                      | Mario Rodríguez (6)      |
| Copa Libertadores          |                   |                       |                             |                           |                   | |                      |                          |
| 6                          | 1965              | Independiente (2)     | 1-0 ; 1-3 ; 4-1 *           | Peñarol                   | 10                | La Doble Visera (Avellaneda) Estadio Centenario (Montevideo) Estadio Nacional (Santiago)                           |                      | Pelé (8)                 |
| 7                          | 1966              | Peñarol (3)           | 2-0 ; 2-3 ; 4-2 * ap        | River Plate               | 17                | Estadio Centenario (Montevideo) Estadio Monumental (Buenos Aires) Estadio Nacional (Santiago)                      |                      | Daniel Onega (17)        |
| 8                          | 1967              | Racing Club           | 0-0 ; 0-0 ; 2-1 *           | Nacional                  | 20                | El Cilindro (Avellaneda) Estadio Centenario (Montevideo) Estadio Nacional (Santiago)                               |                      | Norberto Raffo (14)      |
| 9                          | 1968              | Estudiantes           | 2-1 ; 1-3 ; 2-0 *           | Palmeiras                 | 21                | Estadio Jorge Luis Hirschi (La Plata) Estádio do Pacaembu (São Paulo) Estadio Centenario (Montevideo)              |                      | Tupãozinho (11)          |
| 10                         | 1969              | Estudiantes (2)       | 1-0 ; 2-0                   | Nacional                  | 17                | Estadio Centenario (Montevideo) Estadio Jorge Luis Hirschi (La Plata)                                              |                      | Alberto Ferrero (8)      |
| 11                         | 1970              | Estudiantes (3)       | 1-0 ; 0-0                   | Peñarol                   | 19                | Estadio Jorge Luis Hirschi (La Plata) Estadio Centenario (Montevideo)                                              |                      | 2 joueurs (9)            |
| 12                         | 1971              | Nacional              | 0-1 ; 1-0 ; 2-0 *           | Estudiantes               | 21                | Estadio Jorge Luis Hirschi (La Plata) Estadio Centenario (Montevideo) Estadio Nacional (Lima)                      |                      | 2 joueurs (10)           |
| 13                         | 1972              | Independiente (3)     | 0-0 ; 2-1                   | Universitario de Deportes | 20                | Estadio Nacional (Lima) La Doble Visera (Avellaneda)                                                               |                      | 4 joueurs (6)            |
| 14                         | 1973              | Independiente (4)     | 1-1 ; 0-0 ; 2-1 *           | Colo Colo                 | 19                | La Doble Visera (Avellaneda) Estadio Nacional (Santiago) Estadio Centenario (Montevideo)                           |                      | Carlos Caszely (9)       |
| 15                         | 1974              | Independiente (5)     | 1-2 ; 2-0 ; 1-0 *           | São Paulo                 | 21                | Estádio do Pacaembu (São Paulo) La Doble Visera (Avellaneda) Estadio Nacional (Santiago)                           |                      | 3 joueurs (7)            |
| 16                         | 1975              | Independiente (6)     | 0-1 ; 3-1 ; 2-0 *           | Union Española            | 21                | Estadio Nacional (Santiago) La Doble Visera (Avellaneda) Estadio Defensores del Chaco (Asunción)                   |                      | 2 joueurs (8)            |
| 17                         | 1976              | Cruzeiro              | 4-1 ; 1-2 ; 3-2 *           | River Plate               | 21                | Mineirão (Belo Horizonte) Estadio Monumental (Buenos Aires) Estadio Nacional (Santiago)                            |                      | Palhinha (13)            |
| 18                         | 1977              | Boca Juniors          | 1-0 ; 0-1 ; 0-0 * (5-4 tab) | Cruzeiro                  | 21                | Estadio Boca Juniors (Buenos Aires) Mineirão (Belo Horizonte) Estadio Centenario (Montevideo)                      |                      | Néstor Scotta (5)        |
| 19                         | 1978              | Boca Juniors (2)      | 0-0 ; 4-0                   | Deportivo Cali            | 21                | Estadio Olímpico Pascual Guerrero (Cali) Estadio Boca Juniors (Buenos Aires)                                       |                      | 2 joueurs (8)            |
| 20                         | 1979              | Club Olimpia          | 2-0 ; 0-0                   | Boca Juniors              | 21                | Estadio Defensores del Chaco (Asunción) Estadio Boca Juniors (Buenos Aires)                                        |                      | 2 joueurs (6)            |
| 21                         | 1980              | Nacional (2)          | 0-0 ; 1-0                   | Internacional             | 21                | Estádio Beira-Rio (Porto Alegre) Estadio Centenario (Montevideo)                                                   |                      | Waldemar Victorino (6)   |
| 22                         | 1981              | Flamengo              | 2-1 ; 0-1 ; 2-0 *           | Cobreloa                  | 21                | Maracanã (Rio de Janeiro) Estadio Nacional (Santiago) Estadio Centenario (Montevideo)                              |                      | Zico (11)                |
| 23                         | 1982              | Peñarol (4)           | 0-0 ; 1-0                   | Cobreloa                  | 21                | Estadio Centenario (Montevideo) Estadio Nacional (Santiago)                                                        |                      | Fernando Morena (7)      |
| 24                         | 1983              | Grêmio                | 1-1 ; 2-1                   | Peñarol                   | 21                | Estadio Centenario (Montevideo) Estádio Olímpico Monumental (Porto Alegre)                                         |                      | Arsenio Luzardo (8)      |
| 25                         | 1984              | Independiente (7)     | 1-0 ; 0-0                   | Grêmio                    | 21                | Estádio Olímpico Monumental (Porto Alegre) La Doble Visera (Avellaneda)                                            |                      | Tita (8)                 |
| 26                         | 1985              | Argentinos Juniors    | 1-0 ; 0-1 ; 1-1 * (5-4 tab) | América Cali              | 21                | Estadio Monumental (Buenos Aires) Estadio Olímpico Pascual Guerrero (Cali) Estadio Defensores del Chaco (Asunción) |                      | Juan Carlos Sánchez (11) |
| 27                         | 1986              | River Plate           | 2-1 ; 1-0                   | América Cali              | 19                | Estadio Olímpico Pascual Guerrero (Cali) Estadio Monumental (Buenos Aires)                                         |                      | Juan Carlos de Lima (9)  |
| 28                         | 1987              | Peñarol (5)           | 0-2 ; 2-1 ; 1-0 *           | América Cali              | 21                | Estadio Olímpico Pascual Guerrero (Cali) Estadio Centenario (Montevideo) Estadio Nacional (Santiago)               |                      | Ricardo Gareca (7)       |
| 29                         | 1988              | Nacional (3)          | 0-1 ; 3-0 ap                | Newell's Old Boys         | 21                | Gigante de Arroyito (Rosario) Estadio Centenario (Montevideo)                                                      |                      | Arnoldo Iguaran (5)      |
| 30                         | 1989              | Atlético Nacional     | 0-2 ; 2-0 (5-4 tab)         | Club Olimpia              | 21                | Estadio Defensores del Chaco (Asunción) Estadio El Campín (Bogotá)                                                 |                      | 2 joueurs (10)           |
| 31                         | 1990              | Club Olimpia (2)      | 2-0 ; 1-1                   | Barcelona                 | 19                | Estadio Defensores del Chaco (Asunción) Estadio Monumental de Barcelona (Guayaquil)                                |                      | Adriano Samaniego (7)    |
| 32                         | 1991              | Colo Colo             | 0-0 ; 3-0                   | Club Olimpia              | 21                | Estadio Defensores del Chaco (Asunción) Estadio Nacional (Santiago)                                                |                      | Roberto Gaúcho (8)       |
| 33                         | 1992              | São Paulo             | 0-1 ; 1-0 (3-2 tab)         | Newell's Old Boys         | 21                | El Coloso del Parque (Rosario) Estádio do Morumbi (São Paulo)                                                      |                      | Palhinha (7)             |
| 34                         | 1993              | São Paulo (2)         | 5-1 ; 0-2                   | Universidad Católica      | 21                | Estádio do Morumbi (São Paulo) Estadio Nacional (Santiago)                                                         |                      | Juan Carlos Almada (9)   |
| 35                         | 1994              | Vélez Sársfield       | 1-0 ; 0-1 (5-3 tab)         | São Paulo                 | 21                | Estadio José Amalfitani (Buenos Aires) Estádio do Morumbi (São Paulo)                                              |                      | Stalin Rivas (7)         |
| 36                         | 1995              | Grêmio (2)            | 3-1 ; 1-1                   | Atlético Nacional         | 21                | Estádio Olímpico Monumental (Porto Alegre) Estadio Atanasio Girardot (Medellín)                                    |                      | Jardel (12)              |
| 37                         | 1996              | River Plate (2)       | 0-1 ; 2-0                   | América Cali              | 21                | Estadio Olímpico Pascual Guerrero (Cali) Estadio Monumental (Buenos Aires)                                         |                      | Antony de Ávila (11)     |
| 38                         | 1997              | Cruzeiro (2)          | 0-0 ; 1-0                   | Sporting Cristal          | 21                | Estadio Monumental (Lima) Mineirão (Belo Horizonte)                                                                |                      | Alberto Acosta (11)      |
| 39                         | 1998              | Vasco da Gama         | 2-0 ; 2-1                   | Barcelona                 | 23                | Estádio São Januário (Rio de Janeiro) Estadio Monumental Isidro Romero Carbo (Guayaquil)                           |                      | Sergio João (10)         |
| 40                         | 1999              | Palmeiras             | 0-1 ; 2-1 (4-3 tab)         | Deportivo Cali            | 23                | Estadio Olímpico Pascual Guerrero (Cali) Estádio Palestra Itália (São Paulo)                                       |                      | 5 joueurs (6)            |
| 41                         | 2000              | Boca Juniors (3)      | 2-2 ; 0-0 (4-2 tab)         | Palmeiras                 | 34                | Estadio Camilo Cichero (Buenos Aires) Estádio do Morumbi (São Paulo)                                               |                      | Luizão (15)              |
| 42                         | 2001              | Boca Juniors (4)      | 1-0 ; 0-1 (3-1 tab)         | Cruz Azul                 | 34                | Estadio Azteca (Mexico) Estadio Alberto J. Armando (Buenos Aires)                                                  |                      | Lopes (9)                |
| 43                         | 2002              | Club Olimpia (3)      | 0-1 ; 2-1 (4-2 tab)         | São Caetano               | 34                | Estadio de Puerto Sajonia (Asunción) Estádio do Pacaembu (São Paulo)                                               |                      | Rodrigo Mendes (10)      |
| 44                         | 2003              | Boca Juniors (5)      | 2-0 ; 3-1                   | Santos                    | 34                | Estadio Alberto J. Armando (Buenos Aires) Estádio do Morumbi (São Paulo)                                           |                      | 2 joueurs (9)            |
| 45                         | 2004              | Once Caldas           | 0-0 ; 1-1 (2-0 tab)         | Boca Juniors              | 36                | Estadio Alberto J. Armando (Buenos Aires) Estadio Palogrande (Manizales)                                           |                      | Luís Fabiano (8)         |
| 46                         | 2005              | São Paulo (3)         | 1-1 ; 4-0                   | Athletico Paranaense      | 38                | Estádio Beira-Rio (Porto Alegre) Estádio do Morumbi (São Paulo)                                                    |                      | Santiago Salcedo (9)     |
| 47                         | 2006              | Internacional         | 2-1 ; 2-2                   | São Paulo                 | 38                | Estádio do Morumbi (São Paulo) Estádio Beira-Rio (Porto Alegre)                                                    |                      | 14 joueurs (5)           |
| 48                         | 2007              | Boca Juniors (6)      | 3-0 ; 2-0                   | Grêmio                    | 38                | Estadio Alberto J. Armando (Buenos Aires) Estádio Olímpico Monumental (Porto Alegre)                               | Juan Román Riquelme  | Salvador Cabañas (10)    |
| 49                         | 2008              | LDU Quito             | 4-2 ; 1-3 ap (3-1 tab)      | Fluminense                | 38                | Estadio Casa Blanca (Quito) Maracanã (Rio de Janeiro)                                                              | Joffre Guerrón       | 2 joueurs (8)            |
| 50                         | 2009              | Estudiantes (4)       | 0-0 ; 2-1                   | Cruzeiro                  | 38                | Estadio Ciudad de La Plata (La Plata) Mineirão (Belo Horizonte)                                                    | Juan Sebastián Verón | Mauro Boselli (8)        |
| 51                         | 2010              | Internacional (2)     | 2-1 ; 3-2                   | Chivas de Guadalajara     | 40                | Estadio Chivas (Guadalajara) Estádio Beira-Rio (Porto Alegre)                                                      | Giuliano             | Thiago Ribeiro (8)       |
| 52                         | 2011              | Santos (3)            | 0-0 ; 2-1                   | Peñarol                   | 38                | Estadio Centenario (Montevideo) Estádio do Pacaembu (São Paulo)                                                    | Neymar               | 2 joueurs (7)            |
| 53                         | 2012              | Corinthians           | 1-1 ; 2-0                   | Boca Juniors              | 38                | Estadio Alberto J. Armando (Buenos Aires) Estádio do Pacaembu (São Paulo)                                          | Emerson Sheik        | 2 joueurs (8)            |
| 54                         | 2013              | Atlético Mineiro      | 0-2 ; 2-0 ap (4-3 tab)      | Club Olimpia              | 38                | Estadio Defensores del Chaco (Asunción) Mineirão (Belo Horizonte)                                                  | Ronaldinho           | Jô (7)                   |
| 55                         | 2014              | San Lorenzo           | 1-1 ; 1-0                   | Club Nacional             | 38                | Estadio Defensores del Chaco (Asunción) Estadio Pedro Bidegain (Buenos Aires)                                      | Nicolás Olivera      | 2 joueurs (5)            |
| 56                         | 2015              | River Plate (3)       | 0-0 ; 3-0                   | Tigres UANL               | 38                | Estadio Universitario (San Nicolás de los Garza) Estadio Monumental (Buenos Aires)                                 | Joffre Guerrón       | Gustavo Bou (8)          |
| 57                         | 2016              | Atlético Nacional (2) | 1-1 ; 1-0                   | Independiente del Valle   | 38                | Estadio Olímpico Atahualpa (Quito) Estadio Atanasio Girardot (Medellín)                                            | Alejandro Guerra     | Jonathan Calleri (9)     |
| Copa CONMEBOL Libertadores |                   |                       |                             |                           |                   | |                      |                          |
| 58                         | 2017              | Grêmio (3)            | 1-0 ; 2-1                   | Lanús                     | 47                | Arena do Grêmio (Porto Alegre) Estadio Ciudad de Lanús (Lanús)                                                     | Luan                 | José Sand (9)            |
| 59                         | 2018              | River Plate (4)       | 2-2 ; 3-1 ap                | Boca Juniors              | 47                | Estadio Alberto J. Armando (Buenos Aires) Estadio Santiago-Bernabéu (Madrid)                                       | Juan Quintero        | 2 joueurs (9)            |
| Finale unique              |                   |                       |                             |                           |                   | |                      |                          |
| 60                         | 2019              | Flamengo (2)          | 2-1                         | River Plate               | 47                | Estadio Monumental (Lima)                                                                                          | Bruno Henrique       | Gabriel Barbosa (9)      |
| 61                         | 2020              | Palmeiras (2)         | 1-0                         | Santos                    | 47                | Maracanã (Rio de Janeiro)                                                                                          | Marinho              | Fidel Martínez (8)       |
| 62                         | 2021              | Palmeiras (3)         | 2-1 ap                      | Flamengo                  | 47                | Estadio Centenario (Montevideo)                                                                                    | Gabriel Barbosa      | Gabriel Barbosa (11)     |
| 63                         | 2022              | Flamengo (3)          | 1-0                         | Athletico Paranaense      | 47                | Estadio Monumental Banco Pichincha (Guayaquil)                                                                     | Pedro                | Pedro (11)               |
| 64                         | 2023              | Fluminense            | 2-1 ap                      | Boca Juniors              | 47                | Maracanã (Rio de Janeiro)                                                                                          | Prix non attribué    | Germán Cano (13)         |
| 65                         | 2024              | Botafogo              | 3-1                         | Atlético Mineiro          | 47                | Estadio Mâs Monumental (Buenos Aires)                                                                              | Luiz Henrique        | Júnior Santos (10)       |
| 66                         | 2025              |                       | -                           |                           | 47                | TBD (Lima) |                      |                          |

( ) = Tirs au but ; * = Match d'appui ; ap = Après prolongation

## Bilan

### Palmarès par club
| Rang | Club                    | Titres (éditions)                            | Finales perdues (éditions)             |
| ---- | ----------------------- | -------------------------------------------- | -------------------------------------- |
| 1    | Independiente           | 7 (1964, 1965, 1972, 1973, 1974, 1975, 1984) | 0                                      |
| 2    | Boca Juniors            | 6 (1977, 1978, 2000, 2001, 2003, 2007)       | 6 (1963, 1979, 2004, 2012, 2018, 2023) |
| 3    | Peñarol                 | 5 (1960, 1961, 1966, 1982, 1987)             | 5 (1962, 1965, 1970, 1983, 2011)       |
| 4    | River Plate             | 4 (1986, 1996, 2015, 2018)                   | 3 (1966, 1976, 2019)                   |
| 5    | Estudiantes             | 4 (1968, 1969, 1970, 2009)                   | 1 (1971)                               |
| 6    | Olimpia                 | 3 (1979, 1990, 2002)                         | 4 (1960, 1989, 1991, 2013)             |
| 7    | Nacional                | 3 (1971, 1980, 1988)                         | 3 (1964, 1967, 1969)                   |
| 7    | São Paulo               | 3 (1992, 1993, 2005)                         | 3 (1974, 1994, 2006)                   |
| 7    | Palmeiras               | 3 (1999, 2020, 2021)                         | 3 (1961, 1968, 2000)                   |
| 10   | Santos                  | 3 (1962, 1963, 2011)                         | 2 (2003, 2020)                         |
| 10   | Grêmio                  | 3 (1983, 1995, 2017)                         | 2 (1984, 2007)                         |
| 12   | Flamengo                | 3 (1981, 2019, 2022)                         | 1 (2021)                               |
| 13   | Cruzeiro                | 2 (1976, 1997)                               | 2 (1977, 2009)                         |
| 14   | Internacional           | 2 (2006, 2010)                               | 1 (1980)                               |
| 14   | Atlético Nacional       | 2 (1989, 2016)                               | 1 (1995)                               |
| 16   | Colo-Colo               | 1 (1991)                                     | 1 (1973)                               |
| 16   | Fluminense              | 1 (2023)                                     | 1 (2008)                               |
| 16   | Atlético Mineiro        | 1 (2013)                                     | 1 (2024)                               |
| 19   | Racing                  | 1 (1967)                                     | 0                                      |
| 19   | Argentinos Juniors      | 1 (1985)                                     | 0                                      |
| 19   | Vélez Sarsfield         | 1 (1994)                                     | 0                                      |
| 19   | Vasco da Gama           | 1 (1998)                                     | 0                                      |
| 19   | Once Caldas             | 1 (2004)                                     | 0                                      |
| 19   | LDU Quito               | 1 (2008)                                     | 0                                      |
| 19   | Corinthians             | 1 (2012)                                     | 0                                      |
| 19   | San Lorenzo             | 1 (2014)                                     | 0                                      |
| 19   | Botafogo                | 1 (2024)                                     | 0                                      |
| 27   | America de Cali         | 0                                            | 4 (1985, 1986, 1987, 1996)             |
| 28   | Deportivo Cali          | 0                                            | 2 (1978, 1999)                         |
| 28   | Cobreloa                | 0                                            | 2 (1981, 1982)                         |
| 28   | Newell's Old Boys       | 0                                            | 2 (1988, 1992)                         |
| 28   | Barcelona               | 0                                            | 2 (1990, 1998)                         |
| 28   | Athletico Paranaense    | 0                                            | 2 (2005, 2022)                         |
| 33   | Universitario           | 0                                            | 1 (1972)                               |
| 33   | Unión Española          | 0                                            | 1 (1975)                               |
| 33   | Universiad Católica     | 0                                            | 1 (1993)                               |
| 33   | Sporting Cristal        | 0                                            | 1 (1997)                               |
| 33   | Cruz Azul               | 0                                            | 1 (2001)                               |
| 33   | São Caetano             | 0                                            | 1 (2002)                               |
| 33   | Guadalajara             | 0                                            | 1 (2010)                               |
| 33   | Nacional                | 0                                            | 1 (2014)                               |
| 33   | Tigres UANL             | 0                                            | 1 (2015)                               |
| 33   | Independiente del Valle | 0                                            | 1 (2016)                               |
| 33   | Lanús                   | 0                                            | 1 (2017)                               |

### Palmarès par nation
Mise à jour après l'édition 2024
| #  | Pays      | Titres | Finales |
| -- | --------- | ------ | ------- |
| 1  | Argentine | 25     | 13      |
| 2  | Brésil    | 24     | 19      |
| 3  | Uruguay   | 8      | 8       |
| 4  | Colombie  | 3      | 7       |
| 5  | Paraguay  | 3      | 5       |
| 6  | Chili     | 1      | 5       |
| 7  | Équateur  | 1      | 3       |
| 8  | Mexique   | 0      | 3       |
| 9  | Pérou     | 0      | 2       |
| 10 | Bolivie   | 0      | 0       |
| 11 | Venezuela | 0      | 0       |

### Records

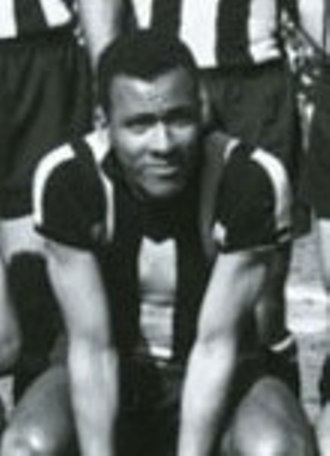
Spencer est le meilleur buteur de la compétition.

- Carlos Bianchi ( Argentin) est l'entraîneur le plus sacré avec quatre titres : en 1994 avec Vélez Sársfield, en 2000, 2001 et  2003 avec Boca Juniors.

- Quatre entraîneurs non sud-américains vainqueurs de la Copa Libertadores :
  - Mirko Jozić ( Croate) avec Colo-Colo en 1991 (premier non sud-américain).
  - Jorge Jesus ( Portugais) avec Flamengo en 2019.
  - Abel Ferreira ( Portugais) avec Palmeiras en 2020 and 2021.
  - Artur Jorge ( Portugais) avec Botafogo en 2024.

- Les entraineurs argentins comptent le plus de victoires en Copa Libertadores avec 27 titres, les brésiliens avec 20 titres, les uruguayens avec 10 titres, les portugais avec 4 titres, les colombiens avec 3 titres et les croates avec 1 titre.

- L'Argentin Francisco Pedro Manuel Sá est le joueur ayant remporté le plus de Copa Libertadores avec 6 victoires, pour 7 finales disputées.

- Le gardien paraguayen Ever Hugo Almeida est le recordman de matchs en Copa Libertadores, il a joué 113 rencontres, toutes avec le Club Olimpia. Il devance le Colombien Antony de Ávila (94 avec l'América de Cali puis Barcelona) et le Bolivien Vladimir Soria (93 avec Bolívar).

- L'Équatorien Alberto Spencer est le meilleur buteur toutes éditions cumulées avec 54 buts inscrits. Il devance les Uruguayens Fernando Morena (37 sur 1973-1986) et Pedro Virgilio Rocha (36 entre 1963 et 1979). Sur une seule édition, l'Argentin Daniel Onega est le meilleur réalisateur avec dix-sept unités en 1966, première édition ouverte à 17 clubs, devant le Brésilien Luizão (15 en 2000) et l'Argentin Norberto Raffo (14 en 1967).

- Le club Argentin de Boca Juniors détient le record du plus grand nombre de finales joués dans cette compétition, 12 au total : 1963, 1977, 1978, 1979, 2000, 2001, 2003, 2004, 2007, 2012 , 2018 et 2023.

## Autour de la compétition

### Logo

Logo actuel

### Hymne
L'hymne officiel de la Copa Libertadores est une partie de la Symphonie nº 9 de Beethoven en ré mineur, op. 125 "Choral".

Le refrain de l'hymne est joué avant le début et la fin des émissions télévisées des matches de la Copa Libertadores. La pièce est également jouée lors du tirage au sort des équipes au début de chaque édition. Il est également joué lors de la cérémonie de remise des prix.

### Trophées
Le tournoi partage son nom avec son trophée, aussi appelé la Copa Libertadores ou simplement la Copa, qui est décerné au vainqueur de la compétition. Il est conçu par l'orfèvre Alberto de Gasperi à la demande de CONMEBOL. Le haut du laurier est fait d'argent sterling, à l'exception du joueur de football au sommet, fait de bronze avec un revêtement d'argent. Le piédestal, qui contient des insignes de chaque gagnant de la compétition, est fait de contreplaqué de bois dur. Il pèse 10,25 kilos et mesure 98 centimètres, dont 63 cm sont en argent 925 et 35 cm de bois de cèdre.
Les badges montrent la saison, le nom complet du club gagnant, et la ville et la nation d'où viennent les champions. À la gauche de cette information est le logo du club. Historiquement, seulement 18 plaques sont posées sur le premier trophée, plein au soir de la 18e édition. La disposition de celle-ci puis la taille sont revues plusieurs fois avec l'ajout de ligue et colonnes pour que chaque vainqueur y ait sa place. En 2009, les plaques sont enlevées, sont conservées neuf colonnes de plaques de la même taille en argent avec le nom et le blason de chaque club d'une manière uniforme. Quand une nouvelle équipe est sacrée championne, la plaque est placée avant la remise du trophée.
Tout club qui remporte trois tournois consécutifs a le droit de conserver le trophée. Aujourd'hui, le trophée actuel est le troisième de l'histoire de la compétition. Deux clubs argentins conservent le trophée après trois victoires consécutives : Estudiantes (1968 à 1970) et Independiente (1972 à 1974).

Le meilleur buteur du tournoi reçoit le trophée Alberto Spencer, du nom du meilleur buteur historique de la compétition. Le meilleur joueur obtient le « prix Santander ». Le trophée Fair-Play est décerné pour la première fois en 2011 à l'équipe qui présente la meilleure discipline chaque saison.

### Dans la culture populaire
La Copa Libertadores occupe un espace important dans la culture sud-américaine. Le folklore, la fanfare et l'organisation de nombreuses compétitions à travers le monde doivent leurs aspects aux Libertadores.
Le « Sueño Libertador » est une expression promotionnelle utilisée par les journalistes sportifs dans le contexte de gagner ou de tenter de gagner la Copa Libertadores. Ainsi, lorsqu'une équipe est éliminée de la compétition, on dit que l'équipe s'est « réveillée du rêve libérateur ». Le projet commence normalement après que le club ait remporté son championnat national, ce qui lui donne le droit de participer à la Copa Libertadores de l'année suivante.
En 2010, les joueurs de Guadalajara déclarent préférer jouer en finale de la Copa Libertadores 2010 plutôt qu'un match amical contre l'Espagne, alors championne du monde en titre, et disputer leur propre championnat national. De même, après leur triomphe à la Coupe du Brésil 2010, plusieurs joueurs de Santos souhaitent rester au club et participer à la Copa Libertadores 2011, malgré des contrats de plusieurs millions de dollars proposés par des clubs européens réputés.
L'ancien gardien de Boca Juniors, Óscar Córdoba, déclare que la Copa Libertadores est le trophée le plus prestigieux de sa carrière. Le Portugais Deco, vainqueur de deux Ligues des champions européennes avec Porto et Barcelone en 2004 et 2006 respectivement, déclare qu'il échangerait ces deux victoires pour un triomphe de la Copa Libertadores.

## Aspects financiers

### Primes aux clubs participants
| Tour           | Somme reçue    |
| -------------- | -------------- |
| 1er tour prél. | 300 000 $ US   |
| 2e tour prél.  | 250 000 $ US   |
| Groupes        | 900 000 $ US   |
| 1/8 de finale  | 550 000 $ US   |
| 1/4 de finale  | 650 000 $ US   |
| Demi-finales   | 700 000 $ US   |
| Finaliste      | 1 000 000 $ US |
| Vainqueur      | 2 300 000 $ US |

En 2014, les clubs de la Copa Libertadores reçoivent 250 000 dollars américains pour avoir accédé à la phase de poule et 300 000 $ US par match à domicile dans la phase de groupe. Ce montant provient des droits de télévision et de la publicité dans les stades. Le paiement par match domicile augmente à 550 000 $ US en huitièmes de finale. Le prix augmente alors que chaque quart-de-finaliste reçoit 650 000 $ US, 700 000 $ US sont remis à chaque demi-finaliste, 1 000 000 $ US au deuxième et 2 300 000 $ US au vainqueur.
Les champions de la Copa Libertadores 2014 reçoit donc un total de 5 350 000 $. Le meilleur joueur et buteur du tournoi reçoivent chacun 30 000 $. Le club remportant le trophée du Fair Play reçoit 50 000 $.

### Couverture médiatique
Le tournoi attire des téléspectateurs au-delà de l'Amérique du Sud et du Mexique/Amérique centrale. Les matches sont diffusés dans plus de 135 pays, avec des commentaires dans plus de 30 langues, et la Copa est souvent considérée comme l'un des événements sportifs les plus regardés à la télévision. À l'international, la compétition est diffusée par Fox Sports aux États-Unis, beIN Sports en Espagne et 
Sport TV au Portugal.
Fox Sports détient les droits de diffusion en Amérique centrale et du Sud jusqu'en 2018. En 2015, la société urugayenne Tenfield s'offre les droits. Selon les rapports de presse, la somme offerte est de 300 000 000 $ par an pour la Copa Libertadores et la Copa Sudamericana (deuxième tournoi majeur) dans un contrat de dix ans, totalisant 3 000 000 000 dollars. À cet égard, le montant payé par T & T sports pour ces droits est de 70 millions $ par année pour les deux compétitions, qui sont revendus à Fox Sports. La télévision publique diffuse également certains matchs de la compétition en Argentine jusqu'en 2016.
Fox Sports atteint plus de 25 millions de foyers sur le continent américain. L'édition 2009 voit plus d'un milliard de téléspectateurs à l'écoute de la compétition. « Torneos y Competencias » est un sponsor secondaire qui sponsorise les émissions de télévision de la Copa Libertadores. « Setanta Sports Australia » diffuse en direct les matchs de la Copa Libertadores en Australie.
Après l'affaire de corruption à la FIFA en 2015, la Conmebol décide de signer le contrat de télévision directement avec Fox jusqu'en 2019, sans intermédiaires.

### Partenariat

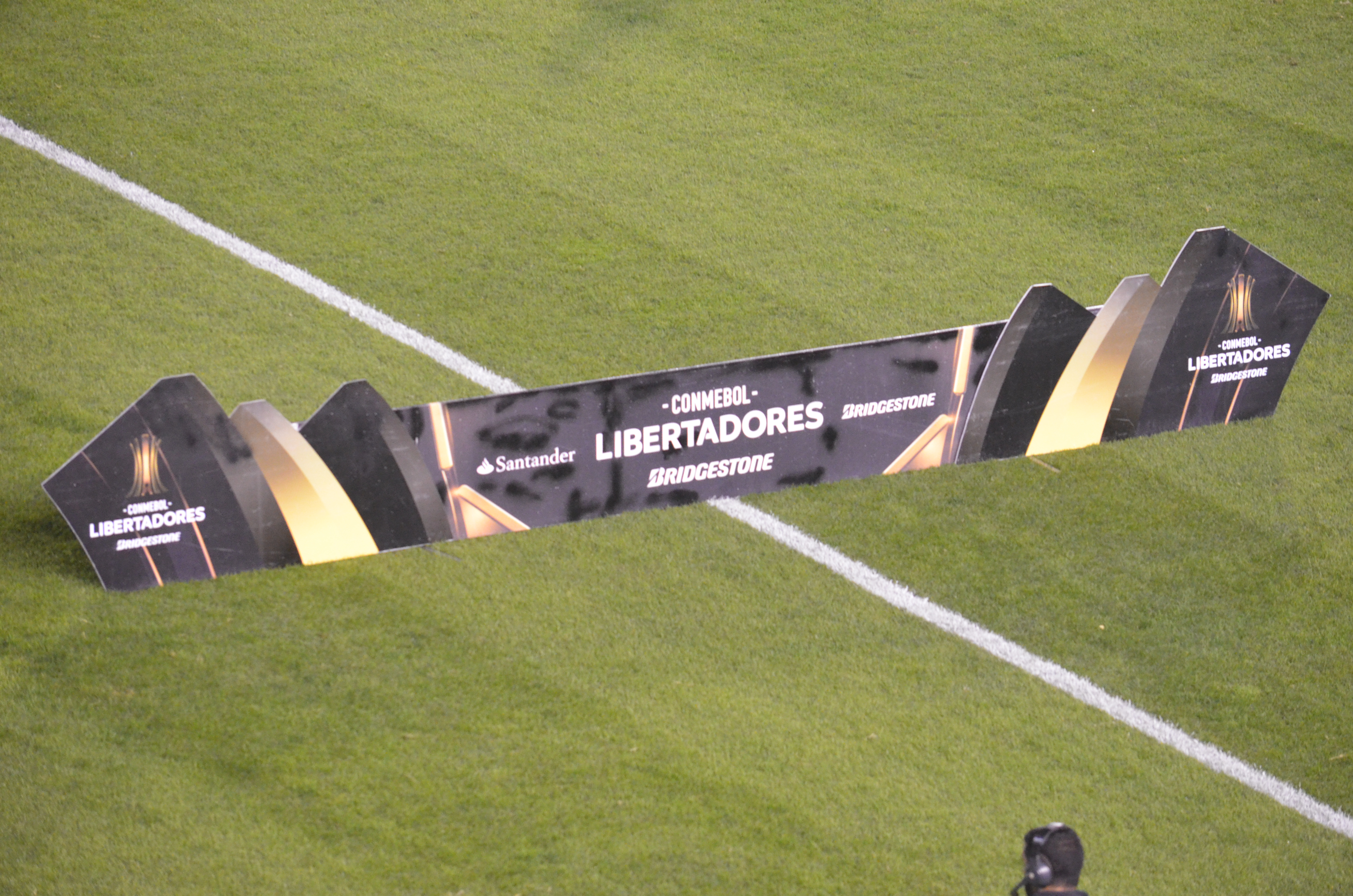
Pancarte d'avant-match avec les commanditaires.

La Copa Libertadores est sponsorisée par un groupe de multinationales. La compétition a un seul sponsor principal pour les droits de dénomination. Cet accord de parrainage pour les droits de dénomination est pour une période de 5 ans et commence avec l'édition 2012.
Le premier sponsor majeur est Toyota Motor Corporation, qui signe un contrat de 10 ans avec la CONMEBOL en 1997. Le deuxième grand sponsor est la banque Santander, qui s'engage 5 ans en 2008. Ensuite, Bridgestone Corporation donne son nom à la compétition.
De nombreux sponsors secondaires sont également investi dans le tournoi. Nike fournit le ballon de match officiel, comme pour toutes les autres compétitions CONMEBOL. Pro Evolution Soccer de Konami est également un sponsor secondaire en tant que jeu vidéo officiel de Copa Libertadores. Il est le premier jeu vidéo à présenter la compétition. Les clubs individuels ont le droit de porter des maillots publicitaires, même si ces comanditaires sont en conflit avec ceux de la Copa Libertadores.
| Période     | Partenaire commercial      | Nom officiel                                     |
| ----------- | -------------------------- | ------------------------------------------------ |
| 1960-1964   | Sans partenaire commercial | Copa de Campeones de América                     |
| 1965-1997   | Sans partenaire commercial | Copa Libertadores de América / Copa Libertadores |
| 1998-2007   | Toyota                     | Copa Toyota Libertadores                         |
| 2008-2012   | Santander                  | Copa Santander Libertadores                      |
| 2013-2016   | Bridgestone                | Copa Bridgestone Libertadores                    |
| depuis 2017 | Bridgestone                | Copa Conmebol Libertadores Bridgestone           |